# Allahchukur Pachazadé
Allahchukur Pachazadé est le cheikh des musulmans d'Azerbaïdjan, président du département musulman du Caucase.

## Biographie
Allahchukur Pachazadé est né le 26 août 1949 dans le village Djil de Lenkaran en Azerbaïdjan.  Il a obtenu son éducation religieuse primaire auprès du clergé religieux local de la ville de Lankaran. En 1968, il est allé en République socialiste soviétique d'Ouzbékistan (aujourd'hui la République indépendante d'Ouzbékistan) où il est entré dans la médersa Mir-i-Arab à Boukhara et a ensuite déménagé à Tachkent où il a terminé son éducation religieuse à l'Université d'État de Tachkent en 1975. 
Bien qu'il soit lui-même un musulman chiite et à l'origine un ecclésiastique chiite, il est également le seul grand mufti sunnite-chiite au monde (le titre de grand mufti fait référence et est normalement réservé au plus haut fonctionnaire du droit religieux dans un pays musulman sunnite), donnant à chaque groupe des fatwas selon leur madhab, reflétant le mélange sunnite-chiite de l'Azerbaïdjan.
Allahchukur Pachazadé est membre du conseil d'administration du Congrès islamique mondial, du conseil d'administration du Conseil islamique d'Eurasie et d'un certain nombre d'autres organisations internationales. Il a été élu coprésident du Conseil interreligieux de la CEI en 2004. 

## Honneurs, récompenses et décorations
- En 1986, il a été élu membre d’Académie royale de Jordanie.
- Ordre de Lénine
- Ordre d’Istiglal
- Ordre de Saint-Vladimir
- Le diplôme honorifique du président de l'Azerbaïdjan